# 神明神社 (各務原市蘇原六軒町)
神明神社（しんめいじんじゃ）は、岐阜県各務原市蘇原六軒町に鎮座する神社（神明神社）。

## 概要
創建時期は不明。鎌倉時代後期、後醍醐天皇が鎌倉幕府の討幕を計画したが発覚し（正中の変）、計画に参加した日野俊基は佐渡国へ遠流。土岐頼兼は自害する。日野俊基の一族の日野資朝の妻子と土岐頼兼の妻子は美濃国各務郡に逃れ、現在の各務原市蘇原六軒町に集団居住。日野資朝が伊勢国で皇太神宮に御祈願したさいに手に入れた鏡を祀ったのが始まりという。
江戸時代の名称は天照皇大神社。明治に神明神社に改称する。

## 祭神
- 天照大神

## 合祀
- 御鍬神社[1]

## 境内社
- 山神[1]
- 水神[1]
- 馬頭観音[1]